# Bernhard-Grzimek-Allee
Die Bernhard-Grzimek-Allee ist eine Straße im Stadtteil Ostend von Frankfurt am Main. Vor 2008 war sie der westliche Teilabschnitt der Straße „Am Tiergarten“. Die Bernhard-Grzimek-Allee ist im deutschsprachigen Raum der einzige Straßenzug, der nach Bernhard Grzimek benannt wurde. Durch die Bernhard-Grzimek-Allee verläuft der älteste erhaltene Streckenabschnitt der Straßenbahn Frankfurt am Main, eröffnet 1875.

## Straßenname
Ursprünglich war die Straße ein Teil der Pfingstweidstraße, deren Name heute nur noch für die kurze Fortsetzung der Zeil zwischen Friedberger Anlage und Alfred-Brehm-Platz gilt. Nach dem Umzug des Frankfurter Zoos auf die Pfingstweide 1874 erhielten deren südlicher Abschnitt sowie die entlang der Südmauer des Zoos ostwärts abknickende Verlängerung des Schützenwegs (heute: Rhönstraße) den Namen Am Thiergarten (das h entfiel nach einer Rechtschreibreform).
2008 wurde der westliche Teil der Straße nach dem international bekannten Zoologen Bernhard Grzimek (1909–1987) benannt, dem ersten Direktor (1945–1974) des Frankfurter Zoologischen Gartens nach dem Zweiten Weltkrieg, dem nicht nur Zoo und Stadt insbesondere in der Wiederaufbauphase viel zu verdanken haben. Anlass für die Umbenennung war das 150. Bestehen des Frankfurter Zoos.
Die offizielle Einweihung des neuen Straßennamens wurde am 24. April 2008 vollzogen, dem 99. Geburtstag von Bernhard Grzimek. Tatsächlich jedoch wurde die Umbenennung durch den Austausch der Straßenschilder bereits zum Jahreswechsel vorgenommen. Zur offiziellen Einweihung waren u. a. der Kulturdezernent der Stadt Frankfurt am Main, Felix Semmelroth, Zoo-Direktor Martin Niekisch, der Geschäftsführer der Zoologischen Gesellschaft, Christof Schenck, und der Enkel des Namenspatrons, Christian Grzimek, zugegen.
Mit der Umbenennung der Straße waren auch Adressänderungen des Zoos Frankfurt, der Zoologischen Gesellschaft, des Palais im Zoo und des Fritz-Rémond-Theaters im Zoo verbunden, die vorher unter Alfred-Brehm-Platz 16 firmierten, seit der Umbenennung jedoch unter Bernhard-Grzimek-Allee 1.
Schon vor der Umbenennung entzündete sich die Kritik von Bürgern und einigen Institutionen daran, dass es die Stadt innerhalb von mehr als zwei Jahrzehnten nach dem Tod von Bernhard Grzimek nicht vermocht hatte, ihm eine Straße, eine Allee oder einen Platz zu widmen. Der vollzogenen Umbenennung ging eine jahrelange Diskussion im Ortsbeirat 4 voraus. Dass die letztlich bestimmte Allee direkt am Zoo liegt, galt allgemein als optimale Lösung. Dass der gewählte Straßenabschnitt jedoch vergleichsweise kurz ausfiel, wurde teils als Missachtung der Bedeutung Grzimeks für die Stadt gewertet.

## Straßenverlauf

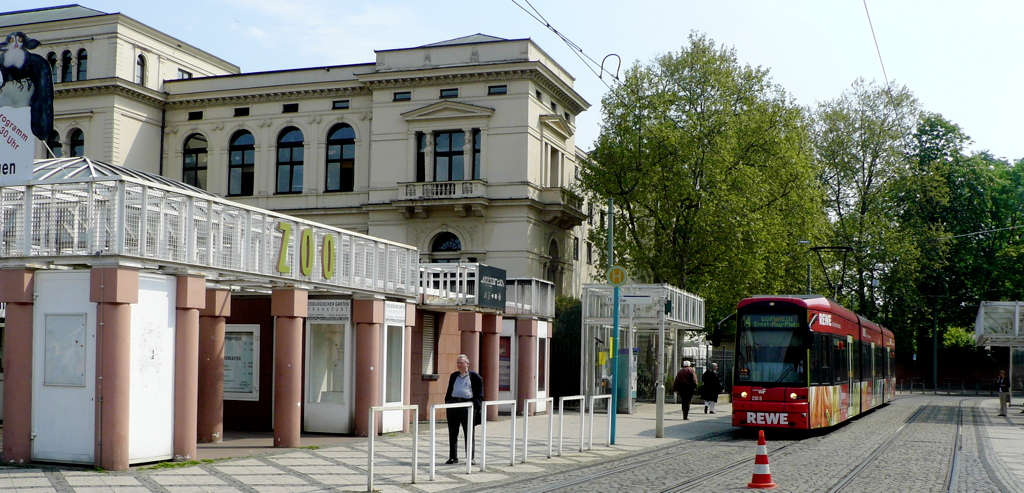
Ehemaliger Zoo-Haupteingang mit Palais im Zoo und Straßenbahn-Haltestelle Alfred-Brehm-Platz

An der Straßenbahn-Haltestelle Alfred-Brehm-Platz im Westen beginnt die zunächst in west-östlicher Ausrichtung verlaufende Bernhard-Grzimek-Allee. Genau dort befand sich bis zu seiner Verlegung an die heutige Stelle auch der Haupteingang des Zoologischen Gartens der Stadt. Das Fritz-Rémond-Theater im Zoo und das Palais am Zoo, das ehemalige Zoo-Gesellschaftshaus, nutzen ebenfalls diesen Eingang für ihre zahlreichen Veranstaltungen pro Kalenderjahr, außerdem die Zoologische Gesellschaft Frankfurt von 1858. Unmittelbar hinter der Haltestelle (Fahrtrichtung Bornheim) erhebt sich das Palais im Zoo.
Auf der gegenüberliegenden Straßenseite befindet sich nahe der Einmündung der Hölderlinstraße ein Zugang zum U-Bahnhof Zoo. Nach einem kleinen Seiteneingang des Heinrich-von-Gagern-Gymnasiums, der auf den Schulhof führt, erkennt man ein Gebäude aus der wilhelminischen Zeit, das frühere Dienstgebäude des Direktors des ehemaligen Kaiser-Friedrichs-Gymnasiums und des Pedells, in dem beide auch wohnten.
Der Straßenverlauf entlang der Außenmauer des Zoo-Areals knickt nach dem ehemaligen Dienstgebäude des Schuldirektors und des Pedells rasch nach Südosten ab und führt dann geradlinig bis zum Straßenende. Auf der rechten Straßenseite dehnt sich der langgestreckte Komplex des Schulhauptgebäudes mit dem historischen Haupteingang, das durch einen Erweiterungsbau mit dem heutigen Haupteingang noch verlängert wird. An der Gebäudefassade des Erweiterungsgebäudes der Schule befindet sich eine Bronze-Gedenktafel für die früher hier ansässige Samson-Raphael-Hirsch-Schule, eine weitere in der ersten Etage des Lichthofes. Nach einem Parkplatz der Schule folgt der moderne Gebäudekomplex des Kinderzentrums, eine städtische Kindertagesstätte.
Nach Südwesten schließt sich die kurze Zobelstraße an, die frühere Kleine Pfingstweidstraße. In einem spitzen Winkel um die Zoomauer herum zweigt gleichzeitig die Straße Am Tiergarten ab, zu der die Bernhard-Grzimek-Allee bis Ende 2007 nominell gehörte.
Etwa in der ersten Dekade des 20. Jahrhunderts wurden in der Allee Gleise in beide Fahrtrichtungen verlegt, die bis heute von der Straßenbahn genutzt werden. Die früher in beiden Fahrtrichtungen stark vom Individualverkehr frequentierte Allee wurde in den 1980er und 1990er Jahren durch mehrere direkte und indirekte Maßnahmen verkehrsberuhigt, ganz im Sinn der Zoo-Tiere, der Schüler und der Kita-Kinder.

## Bauwerke

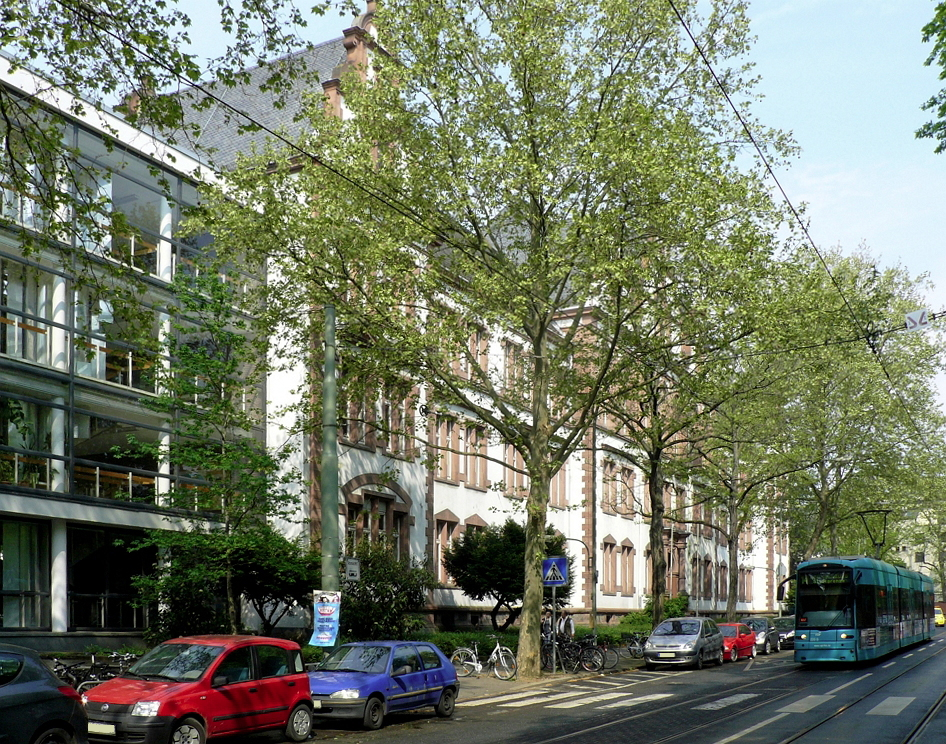
Teilansicht des Heinrich-von-Gagern-Gymnasiums, 1888 als Kaiser-Friedrichs-Gymnasium gegründet

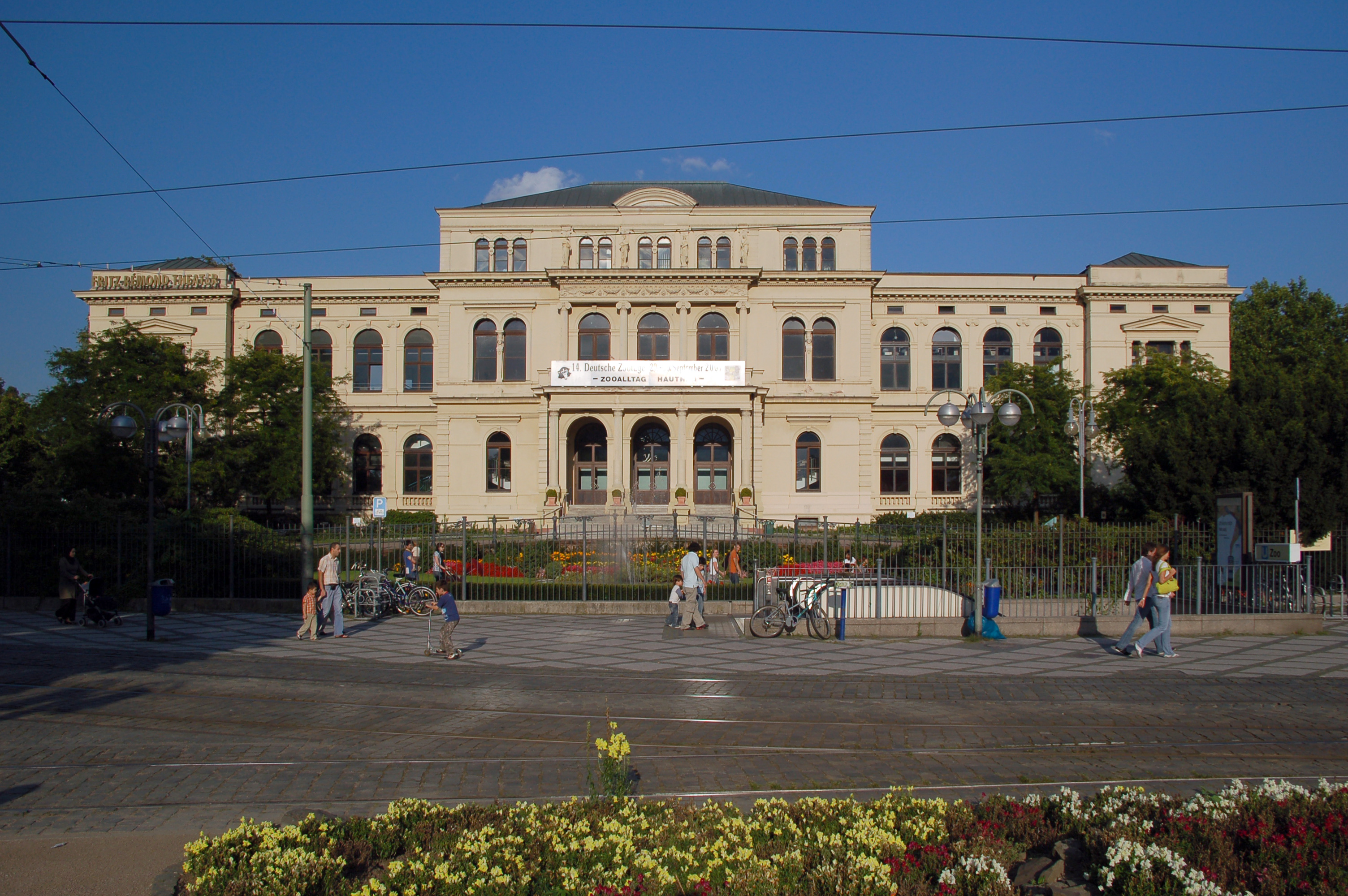
Palais im Zoo (früher: Zoo-Gesellschaftshaus) mit Fritz-Rémond-Theater, Bernhard-Grzimek-Allee 1

Beherrschendes Bauwerk in der Bernhard-Grzimek-Allee ist eigentlich das Schulgebäude des Heinrich-von-Gagern-Gymnasiums. Es ist ebenso wie das ehemalige Dienstgebäude des Direktors und Pedells im Stil der Neorenaissance ausgeführt, wirkt repräsentativ und wurde ganz im Zeichen des Historismus geplant, sollte seinerzeit den imperialen Machtanspruch des Deutschen Kaiserreiches unterstreichen. Die Gebäude sind mit dem in Frankfurt häufig verwendeten roten Main-Sandstein und hellem Verputz gestaltet. Die Schule besteht entlang der Allee aus dem historischen Hauptgebäude und einem moderneren Erweiterungsflügel. Der Erweiterungsbau ist überwiegend großflächig verglast, Teile der Fassade wurden mit Klinker verkleidet. Früher stand an dessen Stelle die Samson-Raphael-Hirsch-Schule, die vor 1928 Realschule mit Lyzeum der Israelitischen Religionsgesellschaft hieß. Das sich dem Schulhaus-Erweiterungsbau anschließende Kinderzentrum Bernhard-Grzimek-Allee wurde komplett mit Klinker verkleidet.
Durch die Adressänderung des Zoos, der Zoologischen Gesellschaft und des Fritz-Rémond-Theaters seit 2008 gerät das seinerzeit im Stil der italienischen Renaissance errichtete Palais im Zoo (ehem. Zoo-Gesellschaftshaus) als nunmehr prominentestes Gebäude der Bernhard-Grzimek-Allee in den Fokus. Faktisch liegt das Gebäude jedoch am Alfred-Brehm-Platz und ist architektonisch bzw. stadtplanerisch auch auf diesen ausgerichtet. Der Platz war einst der westliche Teil der Pfingstweide. Der Haupteingang des Zoos indes weist seit einem kompletten Um- und Ausbau direkt auf die Bernhard-Grzimek-Allee, jährlich von knapp einer Million Besuchern frequentiert.

## Geschichte

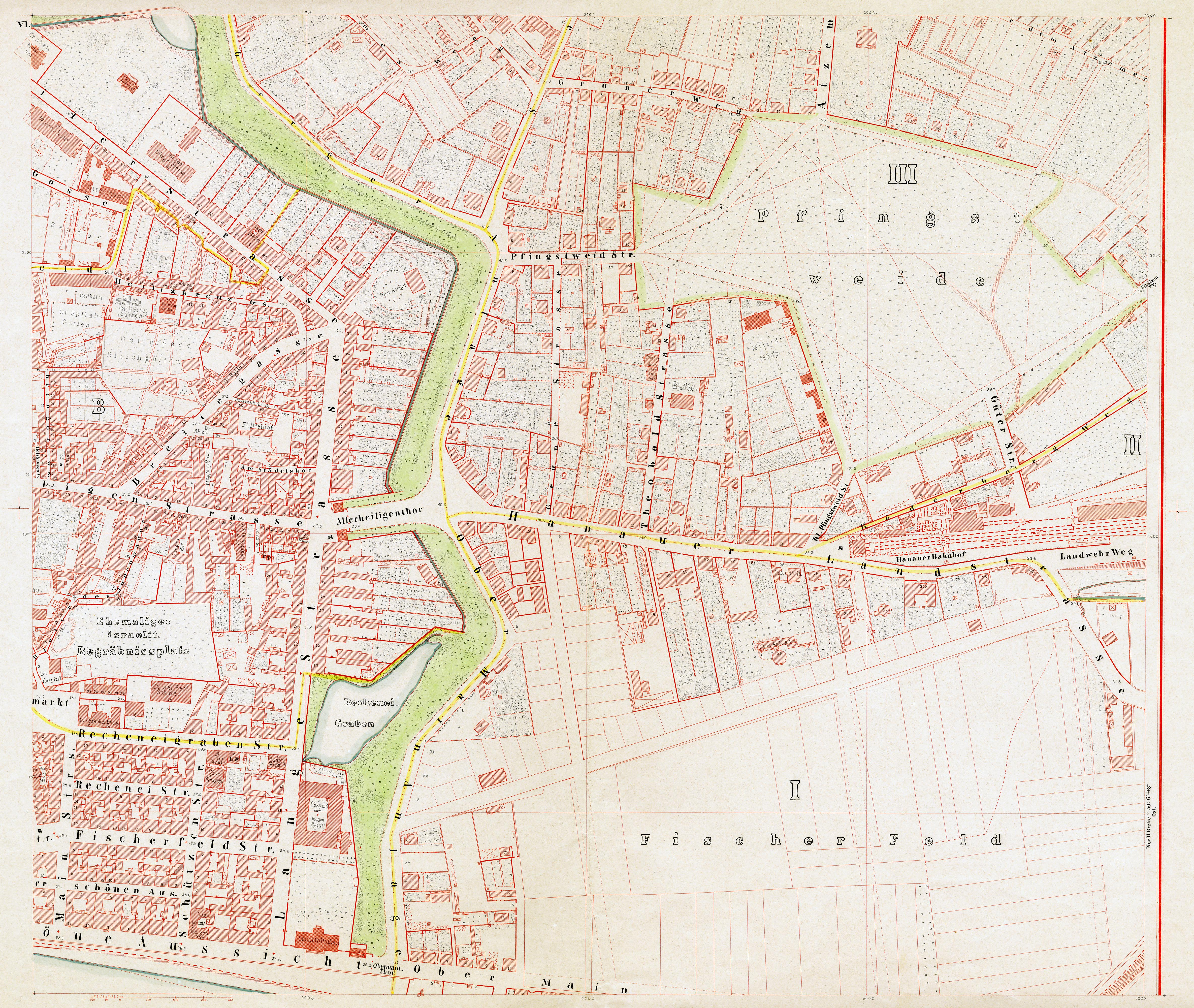
1861: Stadtplanausschnitt mit der Pfingstweide; der Verlauf des später befestigten Straßenzuges ist bis heute nahezu unverändert

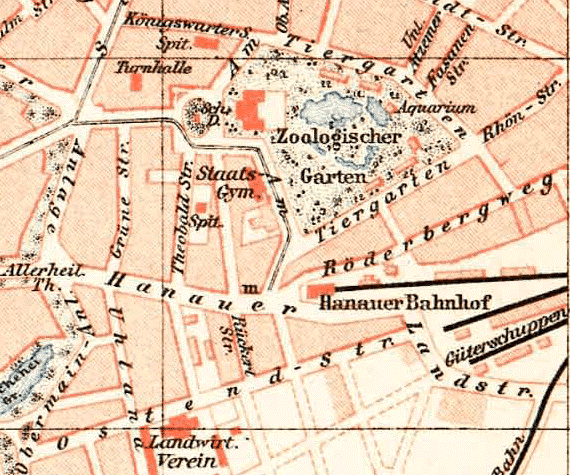
1893: Stadtplanausschnitt mit Zoo-Gesellschaftshaus, Kaiser-Friedrichs-Gymnasium (Staats-Gym.) und Realschule mit Lyzeum der Israelitischen Religionsgesellschaft

Die Bernhard-Grzimek-Allee war ursprünglich eine unbefestigte Allee der Pfingstweide, einer Grünanlage, die zuvor als Exerziergelände des Frankfurter Militärs genutzt worden ist. Historisch war die Pfingstweide eine im Osten außerhalb der Stadt liegende Weide, auf die in der Zeit nach Pfingsten das Vieh getrieben worden ist, um dort vom Frühjahr bis in den Herbst hinein zu grasen.
Bis zur Mitte des 19. Jahrhunderts war das Militärhospital des Frankfurter Linienbataillons an diesem Straßenabschnitt ansässig, der als Schützenstraße bezeichnet wurde. Auf dessen Areal entstand 1853 zunächst die Realschule mit Lyzeum der Israelitischen Religionsgesellschaft, deren erstes quaderförmiges Schulgebäude 1881 durch einen weitaus größeren Neubau mit Seitenflügel ersetzt wurde. Im Dreikaiserjahr 1888 entstand gleich nebenan, ebenfalls auf dem Areal des ehemaligen Militärhospitals, das Königliche Kaiser-Friedrichs-Gymnasium als Entlastung für das Städtische Gymnasium.
Der Zoologische Garten zog 1874 auf die Pfingstweide, das Zoo-Gesellschaftshaus entstand 1876. Seitdem bildet die Einfriedung des Zoo-Areals die nördliche bzw. nordöstliche Begrenzung der heutigen Bernhard-Grzimek-Allee. Pfingstweide und später Zoo haben dazu beigetragen, dass die Straße auf dieser Seite nahezu gänzlich unbebaut blieb, wenn man von den kleinen Tier-Unterkünften direkt hinter der Zoo-Umfriedung absieht.
Zwischen 1847 und 1912 war die Allee für Frankfurts Bürger aus nördlicher Richtung kommend ein wichtiger Zubringer zum Hanauer Bahnhof, der gleich hinter der Kleinen Pfingstweidstraße (heute: Zobelstraße) gelegen war. Die am 10. September 1875 eröffnete Straßenbahn (damals eine Pferdebahn der Frankfurter Trambahn-Gesellschaft) vom Zoo zum Hanauer Bahnhof ist bis heute in Betrieb und damit das älteste erhaltene Teilstück der Frankfurter Straßenbahn.
Im Dritten Reich waren die jüdischen Schüler und Lehrer der Samson-Raphael-Hirsch-Schule, die im deutschsprachigen Raum als Modell für moderne jüdisch-orthodoxe Schulen galt, in der Allee den Anfeindungen und der Diskriminierung der so genannten arischen Bevölkerung ausgesetzt, teilweise physischen Attacken durch Schüler des direkt benachbarten Kaiser-Friedrichs-Gymnasiums, die meist denselben Weg zur Schule nahmen und deren Schulhöfe aneinandergrenzten. Die jüdische Schule wurde im März 1939 geschlossen, nachdem die meisten Schüler und Lehrer vertrieben oder deportiert waren.
Im Zweiten Weltkrieg hinterließen die Bombardements der Alliierten ihre Spuren: Zoo-Gesellschaftshaus, Kaiser-Friedrichs-Gymnasium und Samson-Raphael-Hirsch-Schule wurden zum Teil schwer beschädigt. Der Wiederaufbau zog sich bis Ende der 1950er Jahre hin, die jüdische Schule hingegen wurde 1960 komplett abgerissen und 1963 mit dem Neubau-Flügel des Heinrich-von-Gagern-Gymnasiums überbaut.